# Reggenza di Gresik
La reggenza di Gresik (in indonesiano: Kabupaten Gresik) è una reggenza dell'Indonesia, situata nella provincia di Giava Orientale.
La reggenza include l'isola di Bawean.